# レーサーミニ四駆 ジャパンカップ
『レーサーミニ四駆 ジャパンカップ』（レーサーミニよんく ジャパンカップ）は、ファミリーコンピュータ向けに発売されたコンピュータゲームである。発売当時小学生を中心に爆発的人気だったミニ四駆を題材にした、ボードゲームである。

## 概要
ボードゲームパートでミニ四駆のパーツを入手し、それを使ってミニ四駆を
チューニングし、大会に出場してレースパートで1位を目指すのが主なゲームの流れである。レースで上位入賞すると順位に応じて「ポイント」を獲得でき、ポイントを一定値以上溜めると「ジャパンカップ」に出場できる。「ジャパンカップ」で優勝するのがゲームの最終目的となる。

## ゲーム内容

### ボードゲームパート
大きな正方形のマップの内部に小さな正方形のマップが入った形状をしている。外周が「いなか」、内周が「シティー」となっている。分岐点はいなかとシティーを行き来できる「電車」のみ。
いなかでは所持金や売却アイテムが入手できるイベントが多く発生するが、ミニ四駆のパーツのほとんどはシティーのショップでしか入手できない。
移動はルーレットにて行い、1ターン（ゲーム中では「1日」と表現される）につき最大6マス移動できる。ルーレットは目押し可能、というより目押しが出来ないと思い通りのショップに止まれない＝思い通りのパーツが買えないため、攻略はほぼ不可能。目押しの難易度はさほど難しくは無い。
イベントはコミカルな物が多く、なかには宇宙人や神様が登場するなど突拍子も無いものも存在する。

### レースパート
ボードゲームパートで、冒頭で設定したターン数が経過するとレースが開催される。開催されるレースは以下の「ドラゴンウェーブ」から「グレートコンバット」までの4種で、それらのレースと草レースで獲得したポイントが一定値以上に達すると「ジャパンカップ」に出場できる。
なお、「ドラゴンウェーブ」から「ジャパンカップ」は、すべて過去に、現実のタミヤの公式レースで使われたコースである。
レースが始まってしまえばプレイヤーが干渉できる部分は無く、グレートコンバット以外ではほぼミニ四駆のマシンとパーツの組み合わせで勝敗が決する。組み合わせが悪いとまず勝てないが、逆に最適の組み合わせさえ見つけてしまえばほぼ間違いなく勝てる。
草レース
大会ではなく、ボードゲームパートで他のプレイヤーキャラもしくはこうたがいるマスに停止することで発生。コースはレーンのない直線コースとシンプルなもの。
ドラゴンウェーブ
基本的には直線コースだが、途中にシケインがある。最初のレースだけあって比較的シンプルなコースだが、スピードをつけすぎるとシケインでコースアウトする。
クラッシュレスリング
タイムを競うものではなく、正方形に近い形状のリング上でミニ四駆をぶつけ合って相手のミニ四駆をリング外へと弾き飛ばす競技。
スピードフラッパー
スタート後はスロープのある直線を進み、ヘアピンカーブを曲がった後スタート直後の直線コースを逆走してスタート地点に戻るコース。スピードをつけすぎるとスロープやヘアピンカーブでコースアウトする。
グレートコンバット
さまざまな障害物のある、レーンの無い直線コース。ゴール前には触れると強制的にコースアウトする地雷もある。ほとんど運だけが頼り。ちなみに、ジャパンカップは間を置かずに開催するので既に出場圏内にいるプレイヤーはジャパンカップ向けのチューニングをしておかなければならない。
ジャパンカップ
本作の最終レース。ソフトの発売年度である1989年に現実に行われたミニ四駆大会「ジャパンカップ」のコースと同一になっている。予選と決勝でコースが異なるのも現実のものに沿っている。さまざまなカーブやスロープ、レーンチェンジャーなどが続くテクニカルなコースになっている。

### バイオリズム
本作の重要なステータスの一つ。一定終期で毎ターン上昇か下降し、イベントでも増減する。バイオリズムが高いとボードゲームパートではルーレットの速度が遅くなり、イベントの内容も得するものが多くなり、同じイベントでも貰えるお金が増える。レースパートにおいても、マシンがコースアウトしにくくなるなど有利になる。

### ミニ四駆・パーツ
ゲーム中に登場するミニ四駆・パーツは、全てゲームの発売当時に現実に発売されていたミニ四駆・パーツと同名・同形・同効果のものである。パーツについての詳しい説明は外部リンクを参照。

## キャラクター

### プレイヤーキャラクター
プレイヤーキャラには四駆の性能とは別にそれぞれの馬力が仕様として設定されており、例えば4人のバイオリズムが最高かつ、全く同じマシン、セッテイングをしてもフランコとカマコのマシンは加速がつき過ぎてカーブを曲がりきれずコースアウトする為、速度を加減する必要があり、選ぶキャラクターによって難易度が大きく変わってくる。
フランコ
フランケンシュタインの怪物ような顔をした少年。頭は余り良くないが、力持ちで、自販機を担ぎ上げて持っていくシーンが存在する。ボードゲームパートではマイナスイベントが多く、バイオリズムが上昇してもプラスイベントに変化するマスも少ないが一マス毎の収入は高い。難易度は高く、対戦では上級プレイヤーへのハンディキャップとして使わせるのにも最適。
ミナコ
プレイヤーキャラの紅一点。勝気な少女。バイオリズムの上昇でプラスになるマスも多い。女性である為、一部の商品を買ってもバイオリズムが変化せず、お金の無駄遣いになる事があるので注意。初級～中級者向け。
ハカセ
ぐるぐる眼鏡に実験用の衣装をまとった、博士風の風貌の少年。力は弱いがそれ以外の欠点は無く頭が良くバイオリズムが下がってもプラスイベントのマスが多く、目押しに慣れれば後は思い通りのマスに止まって金を稼ぎただ速くする為の改造に集中すれば良いビギナー向け。
カマコ
男の子だが、女の子の様な風貌をしている。自身、それを利用して女装していなかのミスコンテストに出場したり、女湯に入ったりする。性格はハカセよりも気弱で、弟とケンカして負ける。先述したミスコンテストで、ミナコはバイオリズム最大でも準グランプリにしかなれないが、カマコはグランプリになれる。上級者向け。

### お助けキャラクター／お邪魔キャラクター
プレイヤーキャラと同様にマップ上を移動し、同じマスに止まるとマスとは別にイベント発生。
プレイヤーキャラの母親
家に強制送還される。
プレイヤーキャラのおばあちゃん
おこづかいをくれる。
女神
しばらくプレイヤーに同行し、同行中は常にバイオリズムが最大になる。
大黒
しばらくプレイヤーに同行し、同行中はバイオリズムに依存する収入が倍増、支出が半減する。
子泣きじじい
プレイヤーに同行し、同行中は常にバイオリズムが最低になる。追い払うには神社でお払いをしてもらう必要がある。
ボンビー
プレイヤーに同行し、同行中はバイオリズムに依存する収入が半減、支出が倍増する。追い払うには神社でお払いをしてもらう必要がある。
セールスマン
クソゲーソフトを強制的に売りつけられ、支払いが終わるまでの間同行し毎ターンお金を取り立てて来る。
ヤクザ
お金を奪われる。
忍者
アイテムやパーツを奪われる。
爆弾魔
遭遇するとそのマスに爆弾を設置し、爆弾のあるマスに誰かが止まると爆発してランダムで他のマスに飛ばされる。爆弾が爆発したマスはしばらく『工事中』になりイベントが発生しなくなる。
こうた
プレイヤーキャラと同じマスに止まった時と同様に草レースで対戦する。大会のレースでも相手として登場する。

### タミヤ関係者
前ちゃん
ボディーの軽量化をしてくれる。
軽量化済みの場合は秘密のおまじないをしてくれてバイオリズムが上がる
ミニ四ファイター
電動ドリルでシャーシの軽量化をしてくれるが、やりすぎる（4回やる）と壊れる。
メカニックマン
バイオリズムを増加してくれる。

### その他のイベントキャラ
神様
パーツの耐久力を回復してくれる。ただし、バイオリズムが低いとやめる。
犬のおまわりさん
シティーのポリスボックスにいる。出会うと強制的に家に帰される。

### 登場するミニ四駆
基本的にシティーのミニ四駆ショップで購入できるが、漫画『ダッシュ!四駆郎』（1987年 - 1992年）に登場した「ダッシュシリーズ」のみ特定のイベントでしか入手できない（とはいえ、他の車種に比較してずば抜けて速いわけではない）。

#### ゲーム開始時に選択でき、ショップでも購入できる車種
- ホットショットJr.
- ホーネットJr.
- フォックスJr.

- ブーメランJr.
- ビッグウィッグJr.
- ファルコンJr.

#### ショップで購入できる車種
- スーパードラゴンJr.
- サンダードラゴンJr.
- サンダーショットJr.
- スーパーセイバーJr.
- ファイヤードラゴンJr.[2]

- アバンテJr.
- グラスホッパーIIJr.
- ライジングバード
- バンキッシュJr.
- スコーチャーJr.

#### イベントでのみ入手できる車種
- エンペラー
- バーニングサン

- シューティングスター

## スタッフ
- プログラム：亀和田光、フランコながた（永田昭彦）、ハカセ近藤（近藤隆司）
- デザイン：カマコとがくし（戸隠のりやす）、ミナコこいけ、ボンビーのざき
- サウンド：カリー ふないぬ（船橋淳）
- 特別出演：ハロイン うめざき（梅崎重治）、ファイター アオヤマ（青山和浩）、バグチェッカーズ、ムーチャン むらた（村田司朗）、たくはい オクダ（奥田康雄）、こなき やまね（山根秀直）
- 協力：田宮模型、小学館

## 評価
- ゲーム誌『ファミコン通信」の「クロスレビュー」では合計20点（満40点）[3]、『ファミリーコンピュータMagazine』の読者投票による「ゲーム通信簿」での評価は以下の通りとなっており、20.70点（満30点）となっている[1]。同誌1991年5月10日号特別付録の「ファミコンロムカセット オールカタログ」では、「ミニ四駆ファンの人は絶対に買いだ」と紹介されている[1]。

| 項目 | キャラクタ | 音楽 | 操作性 | 熱中度 | お買得度 | オリジナリティ | 総合  |
| 得点 | 3.67       | 3.23 | 3.34   | 3.45   | 3.26     | 3.75           | 20.70 |